# 295492 Adrianprakhov
295492 Adrianprakhov è un asteroide della fascia principale interna. Scoperto nel 2008, presenta un'orbita caratterizzata da un semiasse maggiore pari a 2,445803 UA e da un'eccentricità di 0,209981, inclinata di 1,559514° rispetto all'eclittica.
Fa parte della famiglia di asteroidi Nysa.